# Catharina Margaretha Linck
Catharina Margaretha Linck (1687 – 1721) foi uma mulher prussiana que, durante a maior parte de sua vida, apresentou-se como homem de nome Anastasius Lagrantius Rosenstengel. Ela casou com uma mulher chamada Catharina Margaretha Mühlhahn, e, por conta de suas relações sexuais juntas, foi condenada por sodomia e executada por ordens do rei Frederico Guilherme I da Prússia em 1721. A execução de Linck foi a última por motivo de atividade sexual lésbica na Europa, vista como anomalia naquela época.

## Antecedentes

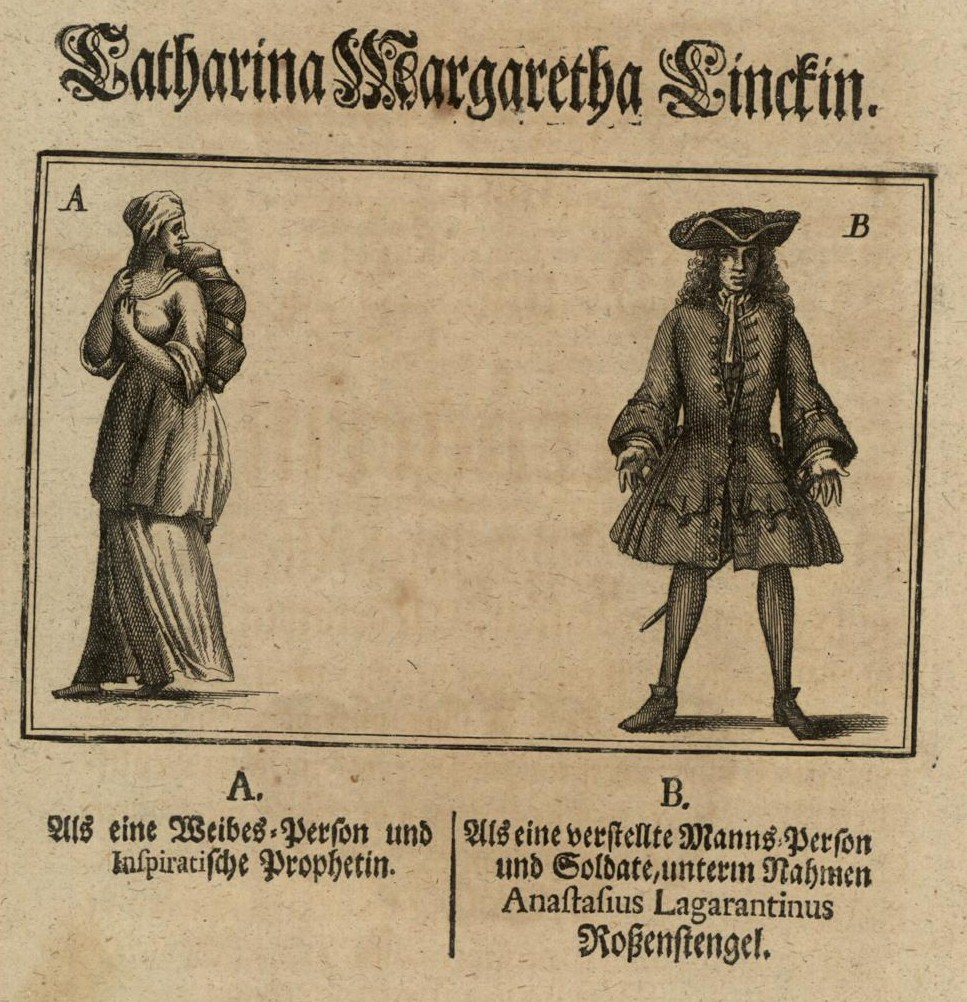
Representação de Catharina usando roupas masculinas e femininas, setembro de 1720.

A única fonte legítima de informação sobre Linck é um documento de tribunal datado de 13 de outubro de 1721. Ele resume o depoimento tomado no julgamento de Linck e sua esposa e analisa possíveis punições consideradas pelo monarca. Estudiosos do período caracterizam-na como lésbica e colocam-na em um contexto social em que as mulheres adotavam jeitos e trajes masculinos por diversos motivos, incluindo "envolver-se sexualmente com outra mulher, com ou sem conhecimento da outra mulher".

## Outras leituras
- Angela Steidele, In Männerkleidern. Das verwegene Leben der Catharina Margaretha Linck, hingerichtet 1721, Cologne: Böhlau, 2004., ISBN 3-412-16703-7.